# Український хімічний журнал
«Украї́нський хімі́чний журна́л» — науковий журнал з хімії, орган Відділення хімії та хімічної термінології НАН України. У ньому друкуються теоретичні й експериментальні праці науковців та інженерів різних установ, а також хроніка, бібліографія й рецензії з різних областей хімічних наук. 

## Історія
Журнал виходив у 1925—38 роках у Харкові, з 1948 року поновлений у Києві. З 1966 по 1992 рік журнал виходив під назвою «Soviet Progress in Chemistry», а з 1992 по 1999 рік – під назвою «Ukrainian Chemistry Journal» (ISSN 1063–4568) і до 1967 року перевидавався в повному обсязі і поширювався видавництвом «Faraday Press Inc.», а пізніше – «Allerton Press, New York».
В 1988—1992 роках головним редактором журналу був академік Городиський Олександр Володимирович, у 1992—2016 — академік НАН України Волков Сергій Васильович.
З 1983 по 2005 рік журнал індексувався Scopus, спочатку як Soviet Progress in Chemistry, а згодом Ukrainskij Khimicheskij Zhurnal і станом на 2005 рік мав SJR-рейтинг 0.116, H-індекс дорівнював 8. Журнал входить до Переліку наукових фахових видань України – спеціальність Хімія.